# SN 1992aj
SN 1992aj – supernowa typu II odkryta 5 lipca 1992 roku w galaktyce A234748-3511. W momencie odkrycia miała maksymalną jasność 17,00m.